# Knud Degn
Knud Oluf Jessen Degn (ur. 11 maja 1880 w Esbønderup, zm. 16 maja 1965 w Kopenhadze) – duński żeglarz, olimpijczyk, zdobywca srebrnego medalu w regatach na letnich igrzyskach olimpijskich w 1924 roku w Paryżu.
Na Letnich Igrzyskach Olimpijskich 1924 zdobył srebro w żeglarskiej klasie 6 metrów. Załogę jachtu Bonzo tworzyli również Christian Nielsen i Vilhelm Vett.